# Морган (фільм)
«Морган» (англ. Morgan) — американський фантастичний трилер режисера Люка Скотта, що вийшов 2016 року. У головних ролях Кейт Мара, Аня Тейлор-Джой, Роуз Леслі, Тобі Джонс.
Вперше фільм продемонстрували 1 вересня 2016 року у низці країн світу, і в у тому числі у широкому кінопрокаті в Україні.

## Сюжет
Молоду дівчину Морган створили за допомогою генної інженерії і виростили у лабораторних умовах, а її надшвидкий розвиток і надприродні здібності вражають науковців. Проте у результаті раптового спалаху гніву вона нападає на одного науковця, після чого на надтаємний об'єкт прибуває корпоративний консультант з управління ризиками Лі Везерс, щоб оцінити наскільки небезпечною є Морган і чи залишати її живою.

## У ролях
| Актор                | Персонаж      | Роль                                            |
| -------------------- | ------------- | ----------------------------------------------- |
| Кейт Мара            | Лі Везерс     | корпоративний консультант з управління ризиками |
| Аня Тейлор-Джой      | Морган        | піддослідна                                     |
| Тобі Джонс           | Саймон Циглер | головний науковий співробітник                  |
| Роуз Леслі           | Емі Мансер    | науковець                                       |
| Бойд Голбрук         | Скіп Вронскі  | кухар                                           |
| Мішель Єо            | Лу Ченг       | науковець                                       |
| Дженніфер Джейсон Лі | Кеті Гріфф    | науковець                                       |
| Пол Джаматті         | Алан Шапіро   | психолог                                        |

## Створення фільму

### Знімальна група
- Кінорежисер — Люк Скотт
- Сценарист — Сет В. Овен
- Кінопродюсери — Рідлі Скотт, Марк Гаффем і Майкл Шафер
- Виконавчі продюсери — Айдан Елліот, Джордж Ф. Геллер і Елішія Голмс
- Композитор — Макс Ріхтер
- Кінооператор — Марк Паттен
- Кіномонтаж — Лаура Дженнінгс
- Підбір акторів — Кармен Куба
- Художник-постановник — Том МакКулла
- Артдиректор — Фіона Гевін, Джон Меррі
- Художник по костюмах — Стефано Де Нардіс[8].

### Виробництво
Знімання стрічки відбувалося у Північний Ірландії.

## Сприйняття

### Оцінки
Фільм отримав погані відгуки: Rotten Tomatoes дав оцінку 40 % на основі 123 відгуків від критиків (середня оцінка 5,1/10) і 33 % від глядачів зі середньою оцінкою 2,9/5 (4 707 голосів). Загалом на сайті фільми має поганий рейтинг, фільму зарахований «гнилий помідор» від кінокритиків і «розсипаний попкорн» від глядачів, Metacritic — 48/100 (33 відгуки критиків) і 5,7/10 від глядачів (31 голос). Загалом на цьому ресурсі від критиків і від глядачів фільм отримав змішані відгуки, Internet Movie Database — 5,8/10 (4 716 голосів).

### Касові збори
Під час показу в Україні, що розпочався 1 вересня 2016 року, протягом першого тижня на фільм було продано 13 973 квитки, фільм показали у 152 кінотеатрах і він зібрав 908 145 ₴, або ж 34 336 $, що на той час дозволило йому зайняти 6 місце серед усіх прем'єр.
Під час прем'єрного показу у США, що розпочався 2 вересня 2016 року, протягом першого тижня фільм показали у 2 020 кінотеатрах і він зібрав 2 012 709 $, що на той час дозволило йому зайняти 18 місце серед усіх прем'єр. Показ фільму тривав 35 днів (5 тижнів) і завершився 6 жовтня 2016 року, зібравши у прокаті у США 3 915 251 долар США, а у решті світу 4 690 159 $ (за іншими даними 3 400 000 $), тобто загалом 8 605 410 доларів США (за іншими даними 7 315 251 $) при бюджеті 8 млн доларів США.

### Виноски
1. 1 2  Morgan: Release Info (англ.). Internet Movie Database. Архів оригіналу за 11 вересня 2016. Процитовано 27 серпня 2016.
2. 1 2  Морган. Kino-teatr.ua. Архів оригіналу за 3 вересня 2016. Процитовано 27 серпня 2016.
3. 1 2  Ryan Faughnder (30 серпня 2016). 'Don't Breathe' likely to beat 'Light Between Oceans' and 'Morgan' in Labor Day box office (англ.). Los Angeles Times. Архів оригіналу за 4 січня 2018. Процитовано 4 вересня 2016.
4. 1 2 3 4  Morgan (англ.). Box Office Mojo. Архів оригіналу за 29 листопада 2016. Процитовано 4 грудня 2016.
5. 1 2 3 4  Morgan (2016) (англ.). The Numbers. Архів оригіналу за 13 жовтня 2016. Процитовано 4 грудня 2016.
6. ↑  Morgan (2016) (англ.). AllMovie. Архів оригіналу за 13 вересня 2016. Процитовано 2 вересня 2016.
7. ↑  Морган. Ukrainian Film Distribution. Архів оригіналу за 27 серпня 2016. Процитовано 27 серпня 2016.
8. ↑  Morgan: Full Cast & Crew (англ.). Internet Movie Database. Архів оригіналу за 4 червня 2016. Процитовано 27 серпня 2016.
9. ↑  Cate McCurry (11 травня 2015). Movie stars jet in as Luke Scott sci-fi thriller starts filming. Belfast Telegraph. Архів оригіналу за 30 червня 2016. Процитовано 27 серпня 2016.
10. ↑  Morgan (англ.). Rotten Tomatoes. Архів оригіналу за 20 квітня 2021. Процитовано 4 грудня 2016.
11. ↑  Morgan (англ.). Metacritic. Архів оригіналу за 5 грудня 2016. Процитовано 4 грудня 2016.
12. ↑  Morgan (англ.). Internet Movie Database. Архів оригіналу за 6 грудня 2016. Процитовано 4 грудня 2016.
13. 1 2  Олексій Першко (6 вересня 2016). Бокс-Офіс 35 (2016): Другий пішов. Kino-teatr.ua. Архів оригіналу за 20 вересня 2016. Процитовано 8 вересня 2016.
14. ↑  Morgan — Ukraine Weekend Box Office (англ.). Box Office Mojo. Архів оригіналу за 17 вересня 2016. Процитовано 8 вересня 2016.